# 鄭普碩
郑普碩（韓語：정보석，1961年6月14日—），或译郑宝石，韩国男演员。

## 演出作品

### 電視劇
- 1987年：KBS《思母曲》
- 1988年：KBS《天啊天啊》
- 1999年：KBS《你》
- 2001年：KBS《人生多美好》飾演 吳春九
- 2001年：MBC《商道》飾演 鄭治壽
- 2002年：MBC《人魚小姐》飾演 馬馬俊
- 2003年：KBS《妻子》
- 2003年：MBC《可愛的女人》飾演 張大雄
- 2005年：MBC《辛旽》飾演 恭愍王
- 2006年：SBS《我也要去》飾演 賢秀
- 2006年：KBS《大祚榮》飾演 李楷固
- 2008年：MBC《甜蜜的人生》飾演 夏東源
- 2009年：KBS《庆淑和庆淑的爸爸》飾演 趙載秀
- 2009年：MBC《穿透屋顶的High Kick》飾演 鄭普碩
- 2010年：SBS《Giant》飾演 趙弼然
- 2010年：MBC《暴風的戀人》飾演 劉大權
- 2011年：MBC《能聽見我的心嗎？》飾演 奉英奎
- 2012年：SBS《工薪族楚漢志》飾演 趙弼然（客串）
- 2012年：MBC《武神》飾演 崔瑀
- 2012年：MBC《阿娘使道傳》飾演 銀悟的師父
- 2012年：MBC《蠢才松糕》飾演 韓文吉
- 2013年：MBC《百年的遺產》飾演 閔孝東
- 2013年：MBC《火之女神井兒》飾演 朝鮮宣祖
- 2014年：KBS《黃金交叉》飾演 徐東賀
- 2014年：MBC《薔薇色戀人們》飾演 白萬忠
- 2015年：MBC《像你的女兒》飾演 蘇判錫
- 2016年：MBC《Monster》飾演 邊日載
- 2017年：MBC《王在相愛》飾演 忠烈王
- 2017年：KBS《Mad Dog》飾演 車俊圭
- 2018年：MBC《富家公子》飾演 金元龍
- 2018年：SBS《胸腔外科-盜取心臟的醫生們》飾演 尹賢日
- 2019年：tvN《沒禮貌的英愛小姐17》飾演 鄭普碩
- 2020年：SBS《浪漫醫生金師傅2》飾演 鄭普碩
- 2020年：KBS《Oh！三光公寓！》飾演 禹正厚
- 2021年：tvN《御史與祚怡》飾演 朴昇
- 2022年: TV朝鮮《紅氣球》飾演 趙大峯
- 2023年：JTBC《大力女子姜南順》飾演 徐俊熙

### 電影
- 2000年：《處女心經（朝鲜语：오! 수정）》飾演 在勳
- 2002年：《三更》
- 2004年：《誰都有秘密》
- 2004年：《不要告訴爸爸》
- 2005年：《自殺的權利》
- 2007年：《見到妻子的情人》
- 2010年：《Ocences》

### 话剧
- 2024年：《情书》饰演 安迪[1]

## 獎項
- 1987年：KBS演技大賞－新人獎
- 1988年：KBS優秀節目評價賞－演技獎
- 1991年：韓國模特協會電視劇部分最佳著裝獎
- 1995年：MBC演技大賞－最優秀演技獎
- 1998年：MBC演技大賞－最佳情侶獎（與金志秀）（See you again and again）
- 2001年：MBC演技大賞－優秀男演員獎
- 2003年：MBC演技大賞－特別獎
- 2005年：第17屆韓國廣播電影電視製片協會－韓國製片人大獎
- 2007年：KBS演技大賞－男子人氣獎
- 2009年：MBC演藝大賞－喜劇部門最優秀男藝人
- 2010年：SBS演技大賞－10大明星獎、特別企劃組 男子優秀演技賞（兄妹情深）
- 2011年：第47屆百想藝術大賞－電視劇部門 男子最優秀演技賞（兄妹情深）
- 2011年：MBC演技大賞－迷你劇部門 黃金演技賞（能聽見我的心嗎？）
- 2017年：MBC演技大賞－月火劇部門 男子黃金演技賞（王在相愛）
- 2020年：KBS演技大賞－男子最優秀演技獎 （Oh！三光公寓！）
- 2020年：KBS演技大賞－最佳情侶獎（與陳慶）（Oh！三光公寓！）